# Dr. House (8. řada)
Osmá řada seriálu Dr. House následovala po sedmé řadě. Je poslední řadou celého seriálu Dr. House. Má celkem 22 dílů a byla premiérově odvysílána od konce listopadu 2012 do začátku září 2013.

## Díly
Datum kanadské premiéry je uvedeno pro tuto sezónu, protože vybrané epizody měly premiéru na Global Television Network v Kanadě před premiérou Fox Broadcasting ve Spojených státech kvůli zpožděním programů Fox Sports způsobeným nepřízní počasí.
| Č. v seriálu | Č. v řadě | Původní název       | Český název         | Režie               | Scénář                                       | Premiéra v Kanadě  | Premiéra v ČR      | Sledovanost v ČR (v mil.) |
| --- | --------- | ------------------- | ------------------- | ------------------- | -------------------------------------------- | ------------------ | ------------------ | ------------------------- |
| 156 | 1         | Twenty Vicodin      | Dvacet vicodinů     | Greg Yaitanes       | Peter Blake                                  | 3. října 2011      | 26. listopadu 2012 | 0,513                     |
| Konečná diagnóza: mastocytóza |           |                     |                     |                     |                                              |                    |                    |                           |
| 157 | 2         | Transplant          | Transplantace       | Dan Attias          | David Foster a Liz Friedman                  | 10. října 2011     | 3. prosince 2012   | 0,476                     |
| Konečná diagnóza: Eozinofilní pneumonitida |           |                     |                     |                     |                                              |                    |                    |                           |
| 158 | 3         | Charity Case        | Altruista           | Greg Yaitanes       | Sara Hess                                    | 17. října 2011     | 10. prosince 2012  | 0,493                     |
| Konečná diagnóza: Plummerova choroba |           |                     |                     |                     |                                              |                    |                    |                           |
| 159 | 4         | Risky Business      | Riskantní podnik    | Sanford Bookstaver  | Seth Hoffman                                 | 31. října 2011     | 17. prosince 2012  | 0,562                     |
| Konečná diagnóza: hyperviskózní syndrom způsobený revmatoidní artritidou |           |                     |                     |                     |                                              |                    |                    |                           |
| 160 | 5         | The Confession      | Zpověď              | Kate Woods          | John C. Kelley                               | 7. listopadu 2011  | 7. ledna 2013      | 0,584                     |
| Konečná diagnóza: Kawasakiho choroba |           |                     |                     |                     |                                              |                    |                    |                           |
| 161 | 6         | Parents             | Rodiče              | Greg Yaitanes       | Eli Attie                                    | 14. listopadu 2011 | 14. ledna 2013     | 0,565                     |
| Konečná diagnóza: syfilis - Jarisch-Herxheimerova reakce |           |                     |                     |                     |                                              |                    |                    |                           |
| 162 | 7         | Dead & Buried       | Mrtvý a pohřbený    | David Hoselton      | Miguel Sapochnik                             | 21. listopadu 2011 | 21. ledna 2013     | 0,575                     |
| Konečná diagnóza: alportův syndrom (Drew),rakovina - choriokarcinom (Iris) |           |                     |                     |                     |                                              |                    |                    |                           |
| 163 | 8         | Perils of Paranoia  | Nebezpečí paranoie  | Thomas L. Moran     | David Straiton                               | 28. listopadu 2011 | 28. ledna 2013     | 0,502                     |
| Konečná diagnóza: záškrt |           |                     |                     |                     |                                              |                    |                    |                           |
| 164 | 9         | Better Half         | Lepší polovička     | Greg Yaitanes       | Kath Lingenfelter                            | 23. ledna 2012     | 4. února 2013      | 0,593                     |
| Konečná diagnóza: Reyův syndrom |           |                     |                     |                     |                                              |                    |                    |                           |
| 165 | 10        | Runaways            | Útěky               | Stanford Bookstaver | Marqui Jackson                               | 30. ledna 2012     | 11. února 2013     | 0,599                     |
| Konečná diagnóza: askarióza |           |                     |                     |                     |                                              |                    |                    |                           |
| 166 | 11        | Nobody's Fault      | Kdo je bez viny     | Greg Yaitanes       | David Foster, Russel Friend a Garrett Lerner | 6. února 2012      | 18. února 2013     | 0,446                     |
| Konečná diagnóza: tumor v lymfatických uzlinách |           |                     |                     |                     |                                              |                    |                    |                           |
| 167 | 12        | Chase               | Chase               | Matt Shakman        | Peter Blake a Eli Attie                      | 13. února 2012     | 24. června 2013    | 0,439                     |
| Konečná diagnóza: zánět spánkové tepny |           |                     |                     |                     |                                              |                    |                    |                           |
| 168 | 13        | Man of the House    | Pán domu            | Colin Bucksey       | Sara Hess a Liz Friedman                     | 20. února 2012     | 1. července 2013   | 0,426                     |
| Konečná diagnóza: autoimunitní polyglandulární syndrom 3. typu |           |                     |                     |                     |                                              |                    |                    |                           |
| 169 | 14        | Love is blind       | Láska je slepá      | Tim Southam         | John C. Kelley                               | 27. února 2012     | 8. července 2013   | 0,428                     |
| Konečná diagnóza: mukormykóza POZNÁMKA: Vzhledem k třicetihodinovému zpoždění kvůli počasí s pokrytím motorsportu (Daytona 500) v síti Fox měla tato epizoda premiéru pouze v Kanadě. |           |                     |                     |                     |                                              |                    |                    |                           |
| 170 | 15        | Blowing the Whistle | Na vědomost se dává | Julian Higgins      | Danny Weiss a Seth Hoffman                   | 2. dubna 2012      | 15. července 2013  | 0,383                     |
| Konečná diagnóza: tyfus[nepřesný odkaz] |           |                     |                     |                     |                                              |                    |                    |                           |
| 171 | 16        | Gut Check           | Zkouška odvahy      | Miguel Sapochnik    | Jamie Conway a David Hoselton                | 9. dubna 2012      | 22. července 2013  | 0,406                     |
| Konečná diagnóza: EB virus |           |                     |                     |                     |                                              |                    |                    |                           |
| 172 | 17        | We Need the Eggs    | Potřebujeme vajíčka | David Straiton      | Peter Blake a Sara Hess                      | 16. dubna 2012     | 29. července 2013  | 0,379                     |
| Konečná diagnóza: améby v mozku |           |                     |                     |                     |                                              |                    |                    |                           |
| 173 | 18        | Body & Soul         | Tělo a duše         | Stefan Schwartz     | Dustin Paddock                               | 23. dubna 2012     | 5. srpna 2013      | 0,396                     |
| Konečná diagnóza: otevřená Botallova dučej |           |                     |                     |                     |                                              |                    |                    |                           |
| 174 | 19        | The C-Word          | To slovo na R       | Hugh Laurie         | John C. Kelley a Marqui Jackson              | 30. dubna 2012     | 12. srpna 2013     | 0,417                     |
| Konečná diagnóza: síňový myxom |           |                     |                     |                     |                                              |                    |                    |                           |
| 175 | 20        | Post Mortem         | Post Mortem         | Peter Weller        | David Hoselton a Kath Lingenfelter           | 7. května 2012     | 19. srpna 2013     | 0,375                     |
| Konečná diagnóza: hypotyreóza |           |                     |                     |                     |                                              |                    |                    |                           |
| 176 | 21        | Holding On          | Vydržet             | Miguel Sapochnik    | Russel Friend, Garrett Lerner a David Foster | 14. května 2012    | 26. srpna 2013     | 0,206                     |
| Konečná diagnóza: perzistentní třmínková tepna |           |                     |                     |                     |                                              |                    |                    |                           |
| 177 | 22        | Everybody Dies      | Všichni umřou       | David Shore         | David Shore, Peter Blake a Eli Attie         | 21. května 2012    | 2. září 2013       | –                         |
| Konečná diagnóza: epizoda bez pacienta |           |                     |                     |                     |                                              |                    |                    |                           |